# Syrphoctonus interstinctus
Syrphoctonus interstinctus là một loài tò vò trong họ Ichneumonidae.